# 纽波特 (特拉华州)
纽波特（英語：Newport），是美国特拉华州纽卡斯尔县（New Castle）下属的一座城镇，面积为1.25平方公里，其中1.21平方公里为陆地，0.04平方公里为水域。2011年的数据显示该地有人口1,062人。论人口在本州排行第31。